# ورخنیه چیاماخی
ورخنیه چیاماخی (به لاتین: Verkhniye Chiamakhi) یک منطقهٔ مسکونی در روسیه است که در شهرستان آگولسکی واقع شده‌است.